# ديكستر: القيامة
ديكستر: القيامة (بالإنجليزية: Dexter: Resurrection) هو مسلسل جريمة ودراما وغموض أمريكي عُرض لأول مرة في 11 يوليو 2025 على منصة «باراماونت+ مع شوتايم». يُعد المسلسل تكملة مباشرة لأحداث ديكستر: دم جديد (2021) وامتدادًا لسلسلة ديكستر الأصلية التي بدأت عام 2006, تولى تطوير العمل الكاتب كلايد فيليبس، ويعود فيه مايكل سي. هول لتجسيد شخصية ديكستر مورغان، إلى جانب طاقم تمثيلي يضم أوما ثورمان، جاك ألكوت، ديفيد زاياس، بيتر دينكلاج، جيمس ريمار وآخرين.
أُعلن عن المسلسل في يوليو 2024 خلال مؤتمر كوميك-كون سان دييغو، بوصفه تكملة مباشرة لـ«ديكستر: دم جديد»، من تطوير كلايد فيليبس الذي عاد كمشرف عام ومنتج تنفيذي

## القصة
تبدأ أحداث المسلسل بعد وقت قصير من نهاية ديكستر: دم جديد، إذ ينجو ديكستر مورغان من إصابة قاتلة ويدخل في غيبوبة استمرت لعشرة أسابيع, وبعد استفاقته، يكتشف اختفاء ابنه هاريسون، ليتوجه إلى مدينة نيويورك إثر تقارير عن جريمة قتل تحمل بصمات مشابهة للطريقة (الكود) التي علّمه إياها, في الأثناء، يشرع النقيب آنجيل باتيستا في تعقّب ديكستر انطلاقًا من ميامي، بعدما أثارت سلسلة من الأحداث والشكوك انتباهه, وبينما يحاول ديكستر التكيّف مع واقعه الجديد، يجد نفسه في مواجهة مباشرة مع ماضيه، مما يدفعه إلى إعادة النظر في ذاته وما تبقّى من قناعاته القديمة.

## الطاقم والشخصيات

### الطاقم الرئيسي
- مايكل ك. هول بدور ديكستر مورغان

- أوما ثورمان بدور تشارلي

- جاك ألكوت بدور هاريسون مورغان

- ديفيد زياس بدور آنجيل باتيستا

- نتاري غوما مباهو مويني بدور بليسينغ كامارا

- كاديا سراف بدور المحققة كلوديت والاس

- دومينيك فوموسا بدور المحقق ميلفن أوليفا

- إميليا سواريز بدور إلسا ريفيرا

- جيمس ريمار بدور هاري مورغان

- بيتر دينكلاج بدور ليون برايتر

### شخصيات متكررة
- كريستين ريتر بدور ميا لابييغ / الليدي فينجينس
- ستيف شيريبّا بدور فيني
- ديفيد ماجيدوف بدور تيدي ريد

### ضيوف الشرف
- نيل باتريك هاريس بدور لويل / جامع الوشوم
- إريك ستونستريت بدور آل / رابنزل
- جون ليثغو بدور آرثر ميتشل / القاتل ترينتي
- ديفيد داستمالشيان بدور غاريث / القاتل التوأم
- جيمي سميتس بدور ميغيل برادو
- مارك مينتشاكا بدور ريد
- ريس أنطوانيت بدور جوي
- إريك كينغ بدور جيمس دوكس

## قائمة الحلقات
| الحلقة | العنوان                        | تاريخ العرض   | الإخراج        | الكتابة                    |
| ------ | ------------------------------ | ------------- | -------------- | -------------------------- |
| 1      | A Beating Heart...             | 11 يوليو 2025 | ماركوس سييغا   | كلايد فيليبس، سكوت رينولدز |
| 2      | Camera Shy                     | 11 يوليو 2025 | ماركوس سييغا   | سكوت باك                   |
| 3      | Backseat Driver                | 18 يوليو 2025 | مونيكا رايموند | —                          |
| 4      | Call Me Red                    | 25 يوليو 2025 | مونيكا رايموند | —                          |
| 5      | Murder Horny                   | 1 أغسطس 2025  | ماركوس سييغا   | —                          |
| 6      | Cats and Mouse                 | 8 أغسطس 2025  | ماركوس سييغا   | —                          |
| 7      | Course Correction              | 15 أغسطس 2025 | مونيكا رايموند | —                          |
| 8      | The Kill Room Where It Happens | 22 أغسطس 2025 | مونيكا رايموند | —                          |
| 9      | Touched by an Ángel            | 29 أغسطس 2025 | ماركوس سييغا   | —                          |
| 10     | And Justice For All...         | 5 سبتمبر 2025 | ماركوس سييغا   | —                          |

## الإنتاج

### التطوير
أُعلن عن مسلسل «ديكستر: القيامة» في 26 يوليو 2024، خلال مؤتمر كوميك-كون سان دييغو، خلال جلسة خاصة بعنوان( Dexter: Original sin). وكُشف أن العمل سيكون استكمالًا مباشرًا لأحداث مسلسل «ديكستر: دم جديد». وقد تولّى تطوير المشروع الكاتب كلايد فيليبس، الذي عاد بصفته المشرف العام على الإنتاج وكاتبًا رئيسيًا.
وفي 7 يناير 2025، انضم كل من مايكل سي. هول، وسكوت رينولدز، وتوني هيرنانديز، وليلي بيرنز، والمخرج ماركوس سييغا إلى الطاقم التنفيذي.
تولت إنتاج المسلسل شركتا استوديوهات شوتايم (Showtime Studios) واستوديوهات كاونتربارت (Counterpart Studios).
وفقًا لتصريحات كلايد فيليبس ومايكل سي. هول، فقد جرى التخطيط لمسلسل «ديكستر: القيامة» ليُقدَّم كسلسلة تمتد على عدة مواسم، وليس كموسم واحد فقط.

### التصوير
بدأ التصوير الرئيسي لمسلسل «ديكستر: القيامة» في 9 يناير 2025 بمدينة نيويورك. تولّى ماركوس سييغا إخراج الحلقات الأولى والثانية، إضافةً إلى الحلقتين الخامسة والسادسة، والتاسعة والعاشرة. أما مونيكا رايموند، فأخرجت الحلقات الثالثة والرابعة، والسابعة والثامنة.

## الاستقبال
حظي المسلسل بإشادة نقدية أولية؛ إذ سجّل موقع روتن توميتوز نسبة تقييم 100% بناءً على 24 مراجعة نقدية، مع إجماع إيجابي من النقاد. في المقابل، منح موقع ميتاكريتيك المسلسل درجة 65 من أصل 100 بناءً على 13 مراجعة، مشيرًا إلى «آراء إيجابية بشكل عام».

## وصلات خارجية
- ديكستر: القيامة  في قاعدة بيانات الأفلام على الإنترنت (بالإنجليزية) IMDb
- ديكستر: القيامة على موقع روتن توميتوز
- ديكستر: القيامة على موقع ميتاكريتيك